# Fundacja Komunikacji Społecznej
Fundacja Komunikacji Społecznej (FKS) – fundacja założona 12 marca 1999 w celu promocji i rozwoju reklamy społecznej oraz marketingu społecznego w Polsce.

## Obszary działania
- Promocja reklamy społecznej i marketingu społecznego polegająca na szkoleniach, informowaniu oraz zachęcanie różnorodnych środowisk do wykorzystania technik komunikacyjnych, w tym narzędzi marketingu i reklamy społecznej w celu wspierania oraz prowadzenia działalności społecznie użytecznej.
- Działania na rzecz rozwoju reklamy społecznej i marketingu społecznego poprzez podnoszenie jakości działań komunikacyjnych służących wspieraniu działalności pożytku publicznego oraz dbałość o skuteczność przeprowadzanych kampanii społecznych.

## Metody działania
- Kampanie społeczne
  - Zawsze mogę przestać (1999)
  - Zepsuj humor bandycie (2001)
  - Porządnie poza rządem (2001)
  - Poczuj. Szanuj. Póki są... (2001)
  - Program Przeciw Korupcji (2001-2005)
  - Schizofrenia (2004)
  - Normalnie Test (2004)
  - Program Przeciwdziałania Przymuszonej Prostytucji (2004)
  - Znak ma znaczenie (2004-2005)
  - Kampania "Tata i ja" w ramach programu "Być rodzicem" (2004)
  - Bliżej siebie, dalej od narkotyków (2004)
  - Merry Ferry czyli "Zdrowy biznes, udana kariera" (2005)
  - Kobieta a HIV (2005)

- Wykłady
  - Reklama społeczna w strategii promocji firmy (2000)

- Badania
  - Badanie opinii społecznej "Budowanie relacji w rodzinie" (2004)

- Publikacje
  - "Propaganda dobrych serc, czyli rzecz o reklamie społecznej" – redakcja Dominika Mason i Piotr Wasilewski, Agencja Wasilewski, 2002
  - "PR a społeczne zaangażowanie firm. Jak budować relacje z grupami niezbędnymi do funkcjonowania firmy i realnie zmieniać świat na lepsze" - redakcja Agata Golewska-Stafiej, Fabryka Komunikacji Społecznej, Warszawa, 2004